# جگوار ایکس‌جی
جگوار ایکس‌جی (Jaguar XJ) خودرویی است که از سال ۱۹۶۸تا ۲۰۱۹ تولید شده‌است. طراحی آن خودروهای موتور جلو-محور عقب بوده است.

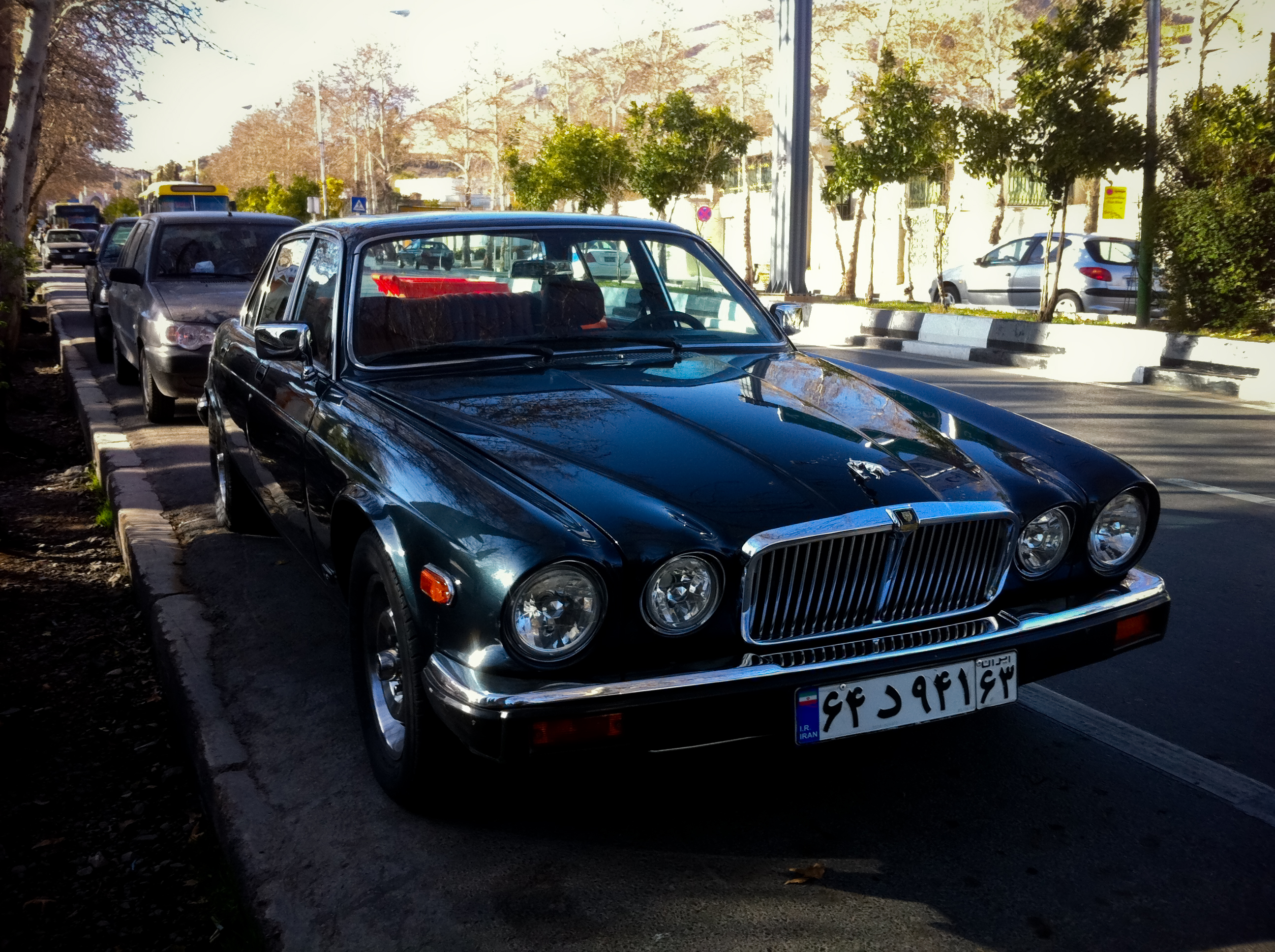
جگوار XJ6 در خیابان ارم در شیراز